# Rupia maldiviana
La rupia de les Maldives (en divehi ދިވެހި ރުފިޔާ dhivehi rufiyaa o, simplement, ރުފިޔާ rufiyaa) és la moneda de les Maldives. El codi ISO 4217 és MVR i s'acostuma a abreujar Rf o MRf, o amb l'abreviatura thaana .ރ. Es divideix en 100 laari (ލާރި).
Fou introduïda el 1947 en substitució de la rupia singalesa en termes paritaris (1 = 1). Les primeres monedes es van encunyar el 1960, i per a la unitat fraccionària es va adoptar el nom d'una antiga moneda de bronze del soldanat de les Maldives, el laari, que passava a ser la centèsima part de la rupia.
Emesa per l'Autoritat Monetària de les Maldives (en anglès Maldives Monetary Authority), en circulen monedes d'1, 2, 5, 10, 25 i 50 laari i d'1 i 2 rupies, i bitllets de 5, 10, 20, 50, 100 i 500 rupies. Les monedes inferiors als 50 laari circulen rarament.

## Taxes de canvi
- 1 EUR = 15,8 MVR (17 de juliol del 2022)
- 1 USD = 15,70 MVR (17 de juliol del 2022)